# Ананио, Михаил Фёдорович
Михаил Фёдорович Ананио (1866—1940) — командир 5-го Кавказского стрелкового полка, герой Первой мировой войны, генерал-майор. В 1918 году — начальник Эллинской Кавказской стрелковой дивизии.

## Биография
Православный. Сын личного дворянина.
Окончил Тифлисский кадетский корпус (1891) и военно-училищный курс Киевского пехотного юнкерского училища (1894), откуда выпущен был подпоручиком в 19-й стрелковый полк.
В 1897 году был переведён в Михайловскую крепостную артиллерию. Произведён в поручики 19 июля 1898 года, в штабс-капитаны — 19 августа 1901 года. В 1906 году окончил Николаевскую академию Генерального штаба по 1-му разряду и 3 мая того же года был произведён в капитаны «за отличные успехи в науках». В 1906—1908 годах отбывал цензовое командование ротой в 81-м пехотном Апшеронском полку.
26 ноября 1908 года переведён в Генеральный штаб с назначением старшим адъютантом штаба войск Семиреченской области. 24 июня 1911 года назначен старшим адъютантом штаба 14-го армейского корпуса. 4 февраля 1913 года назначен исправляющим должность штаб-офицера для поручений при штабе 3-го Кавказского армейского корпуса, а 14 апреля произведён в подполковники с утверждением в должности. 15 июня 1914 года назначен старшим адъютантом штаба Кавказского военного округа.
С началом Первой мировой войны, 15 августа 1914 года назначен правителем канцелярии управления начальника военных сношений Кавказской армии. 20 февраля 1915 года назначен исправляющим должность начальника штаба 39-й пехотной дивизии, а 15 июня того же года произведён в полковники. 5 марта 1916 года назначен начальником отделения управления генерал-квартирмейстера штаба Кавказской армии, а 7 апреля того же года — командиром 5-го Кавказского стрелкового полка. Пожалован Георгиевским оружием
За то, что с беззаветным самоотвержением управляя в боях 11—13 августа 1916 года действиями вверенного ему полка, согласно полученного приказания, овладел, после ряда упорных штыковых ударов, первой укрепленной турецкой линией у с. Алмали и частью второй линии на высоких отрогах хребта вблизи этого селения и удерживался на занятых позициях до получения приказания об отходе.
Удостоен ордена Святого Георгия 4-й степени
За то, что лично самоотверженно под неприятельским сильнейшим обстрелом, руководя действиями вверенного ему полка с 4 горными орудиями в боях 17 и 18 августа 1916 года в районе хребта Чалигель-тапаси — р. Масла-дараси, стремительным и сильным ударом на прорвавшихся к перевалу у высоты «2800» и угрожавших нашему тылу турок, отбросил их к с. Экман, отбил ряд контр-атак и, перейдя в  решительное наступление, выбил их из этого селения, обратил в бегство и преследовал до с. Чермук, взяв при этом пленных и трофеи.
21 ноября 1917 года произведён в генерал-майоры, а 23 ноября назначен начальником штаба 4-го Кавказского армейского корпуса. Будучи греком по происхождению, в 1918 году был назначен начальником Эллинской кавказской стрелковой дивизии, вновь сформированной на Кавказском фронте.
В эмиграции в Греции, жил в Салониках. Состоял председателем Союза эллинов — офицеров бывшей армии в Греции. Умер в 1930 году. Похоронен на русском участке союзнического военного кладбища Зейтенлик.

## Награды
- Орден Святого Станислава 3-й ст. (ВП 20.03.1911)
- Орден Святой Анны 3-й ст. (ВП 16.05.1914)
- Орден Святого Станислава 2-й ст. (4.03.1915)
- Орден Святой Анны 2-й ст. с мечами (27.10.1915)
- Георгиевское оружие (ВП 1.02.1917)
- Орден Святого Георгия 4-й ст. (ВП 12.02.1917)
- старшинство в чине полковника с 6 декабря 1914 года (ВП 3.12.1916)